# Plougourvest
Plougourvest (tiếng Breton: Gwikourvest) là một xã của tỉnh Finistère, thuộc vùng Bretagne, miền tây bắc Pháp.